# Galina Smirnova
Galina Aleksandrovna Smirnova in russo Галина Александровна Смирнова?, IPA: [ɡɐˈlʲinə ɐlʲɪk’sandrəvnə smʲɪrˈnofvə] (Soligalič, 17 febbraio 1929 – 12 dicembre 2015) è stata un'artista e pittrice russa.

## Biografia
Galina Alexandrovna Smirnova è nata il 17 febbraio 1929 a Soligalič, nella provincia di Kostroma.
La sua formazione ha avuto inizio presso l’Istituto artistico di Kostroma. Successivamente nel 1949 è stata ammessa nel dipartimento di pittura dell’Accademia di Belle Arti di Leningrado dove fu seguita dai maestri: Ivan Stepaškin, Michail Avilov e Vladislav Anisovič.
Nel 1955 Galina Smirnova ha conseguito la laurea presso l’Accademia seguita dal maestro Jurij Neprincev. Insieme a lei, si laurearono anche Pёtr Litvinskij, Jurij Belov, Evgenij Mal’cev, Pёtr Rejchet e altri giovani artisti.
Dal 1955 ha iniziato a partecipare alle Esposizioni degli Artisti di Leningrado presentando opere raffiguranti scene di vita quotidiana, ritratti, paesaggi e nature morte. Nel 1960 è diventata membro dell’Unione degli Artisti di Leningrado.
Dal punto di vista creativo le sue opere più interessanti sono considerate quelle che hanno per soggetto i personaggi a lei contemporanei, la natura e le scene di vita quotidiana. Ne è un esempio il ritratto di gruppo “Teoretici” (1965), realizzato in collaborazione con l'artista E. V. Kozlov (appartenente alla collezione del Museo Statale d’Arte di Novosibirsk).
Negli anni '70 ha intensificato la produzione di opere d’arte grafica e decorativa, prestando maggiore attenzione alla rappresentazione degli ambienti, all’uso del colore e all’attenersi ad una composizione convenzionale.
La pittrice ha sposato Engel's Vasil'evič Kozlov (1926 - 2007), pittore e anche lui membro dell'Unione degli Artisti di Leningrado.
Le opere di Galina Aleksandrovna Smirnova si trovano in musei e collezioni private in diversi paesi tra cui Russia, Stati Uniti, Gran Bretagna e Francia.

## Esposizioni
Principali esposizioni con la partecipazione di Galina Aleksandrovna Smirnova:
- 1957 (Leningrado): 1917-1957. Esposizione degli artisti di Leningrado.
- 1960 (Leningrado): Esposizione degli artisti di Leningrado.
- 1960 (Mosca): «La Russia sovietica». Esposizione di arte repubblicana.
- 1961 (Leningrado): Esposizione degli artisti di Leningrado del 1961.
- 1964 (Leningrado): «Leningrado». Esposizione zonale.
- 1971 (Leningrado): «I nostri contemporanei». Catalogo dell'esposizione degli artisti di Leningrado del 1971.
- 1975 (Leningrado): «I nostri contemporanei». Esposizione zonale degli artisti di Leningrado.
- 1976 (Mosca): Esposizione retrospettiva «Le Belle Arti di Leningrado».
- 1980 (Leningrado): Esposizione zonale degli artisti di Leningrado.
- Febbraio 1991 (Parigi): Esposizione «Artisti russi».
- Aprile 1991 (Parigi): Esposizione «Artisti russi».